# Notohypsilophodon comodorensis
Il notoipsilofodonte (Notohypsilophodon comodorensis) è un dinosauro erbivoro appartenente agli ornitopodi. Visse all'inizio del Cretaceo superiore (Cenomaniano/Turoniano, circa 97 milioni di anni fa) e i suoi resti fossili sono stati ritrovati in Sudamerica (Argentina).

## Descrizione
Questo dinosauro è noto per i resti incompleti di un esemplare giovane, comprendente vertebre (cervicali, dorsali, sacrali e caudali), frammenti di costole, una scapola parziale, un coracoide, gran parte della zampa anteriore e di quella posteriore. L'aspetto doveva essere molto simile a quello di Hypsilophodon: un piccolo erbivoro bipede, dalle lunghe e potenti zampe posteriori e dalla lunga coda. È probabile che la lunghezza dell'animale adulto si aggirasse sui due metri di lunghezza.

## Classificazione
Descritto per la prima volta da Martinez nel 1998, questo dinosauro è stato considerato un rappresentante degli ipsilofodontidi, una famiglia di dinosauri ornitopodi dai tratti primitivi, attualmente considerata parafiletica e quindi non valida a livello di classificazione. Alcune caratteristiche di Notohypsilophodon, principalmente riguardo all'omero e al femore, lo escluderebbero comunque dal grande gruppo degli iguanodonti, che comprendono gli ornitopodi più evoluti. Il nome Notohypsilophodon significa "Hypsilophodon del Sud", mentre l'epiteto specifico, comodorensis, deriva dalla città di Comodoro Rivadavia, presso la quale sono stati ritrovati i fossili nella provincia di Chubut.